# Operophtera myricaria
Operophtera myricaria är en fjärilsart som beskrevs av Cooke 1882. Operophtera myricaria ingår i släktet Operophtera och familjen mätare. Inga underarter finns listade i Catalogue of Life.